# Хамійська пустеля
Хамійська пустеля, або Кумульська пустеля (кит.: 哈密沙漠, Hāmì Shāmò, уйг.: Қумул Қумлуқи) — пустеля на північному сході Сіньцзян-Уйгурського автономного району. Є складовою пустелі Гобі. Займає простір між гірськими хребтами Карликтаг, Богдо-Ула системи Тянь-Шаню на півночі та хребтами Ціляньшань, Улан-Дабан гір Наньшань на півдні, і районом озера Лобнор на заході. Територія має великі поклади нафти.
Великий внесок у дослідження та опис пустелі зробив Микола Пржевальський, який улітку 1879 року перетнув пустелю при подорожі з Хамі до Сучжоу (зараз — район міста Цзюцюань).

## Опис
Посеред пустелі піднімається плато Бейшань, на півночі та півдні якого є групи пагорбів, які на кілька десятків метрів піднімаються вище за саме плато. Плато відокремлене від гірського хребта Куруктаг яскраво вираженою западиною колишнього Середньоазіатського Середземномор'я (Лобнор). На півночі вказане плато спускається і переходить у хвилясту безплідну рівнину, де знаходиться оаза Хамі (див. Хамійська улоговина). З південної сторони плато спускається у долину річки Шулехе, що витікає з високогірної місцевості Наньшань неподалік озера Хара-Нур і губиться у пустелі.
Чим дані на схід, тим більше у пустелі відчувається вплив тривалої інсоляції, вітрової ерозії, різких змін температур повітря, хімічного впливу, іноді й водної ерозії.
Значні площі на півночі пустелі складаються із суглинків із домішками гравію. Найбільші скупчення піску та інших продуктів вивітрювання зустрічаються не у глибоких частинах западин (улоговин), а в долинах і ущелинах уздовж підніжжя гірських хребтів на півдні.
Клімат пустелі різко континентальний. Переважають західні та північно-західні вітри. Ці вітри теплі влітку, нерідко призводять до піщаних бур. Зустрічаються також північно-східні вітри, які часто приносять холоду і снігову погоду. Найбільші температури влітку до 40 °C, найменші взимку до −32 °C. Опадів менше 50 мм на рік.
Рослинність сильно розріджена; по тимчасово зволожуваних руслах — одиночні кущі тамариску, зайсанського саксаулу, селітрянки; однорічні солянки.
Серед тварин — джейран, дикий осел — кулан-джігетай, дикий верблюд, багато гризуни і плазунів.

## Населення
Територія пустелі рідко заселена. Міста розміщені лише уздовж автомобільних доріг і залізничного шляху, який зв'язує Хамі і Юймень. Найбільшим населеним пунктом регіону є місто Дуньхуан. У пустельних районах деінде кочують монгольські племена.